# Brzeźno (województwo dolnośląskie)
Brzeźno (niem. Gross Breesen) – wieś w Polsce położona w województwie dolnośląskim, w powiecie trzebnickim, w gminie Prusice.

## Historia
W latach 1936–1943 we wsi znajdował się hitlerowski ośrodek kształcenia rolnego dla żydowskiej młodzieży.

## Podział administracyjny
W latach 1975–1998 miejscowość administracyjnie należała do województwa wrocławskiego.

## Zabytki
Do wojewódzkiego rejestru zabytków wpisany jest:
- zespół pałacowy:
  - pałac, z 1850 r., 1913 r.
  - park, z drugiej połowy XIX w.

inne
- krzyż pokutny.

## Zobacz też

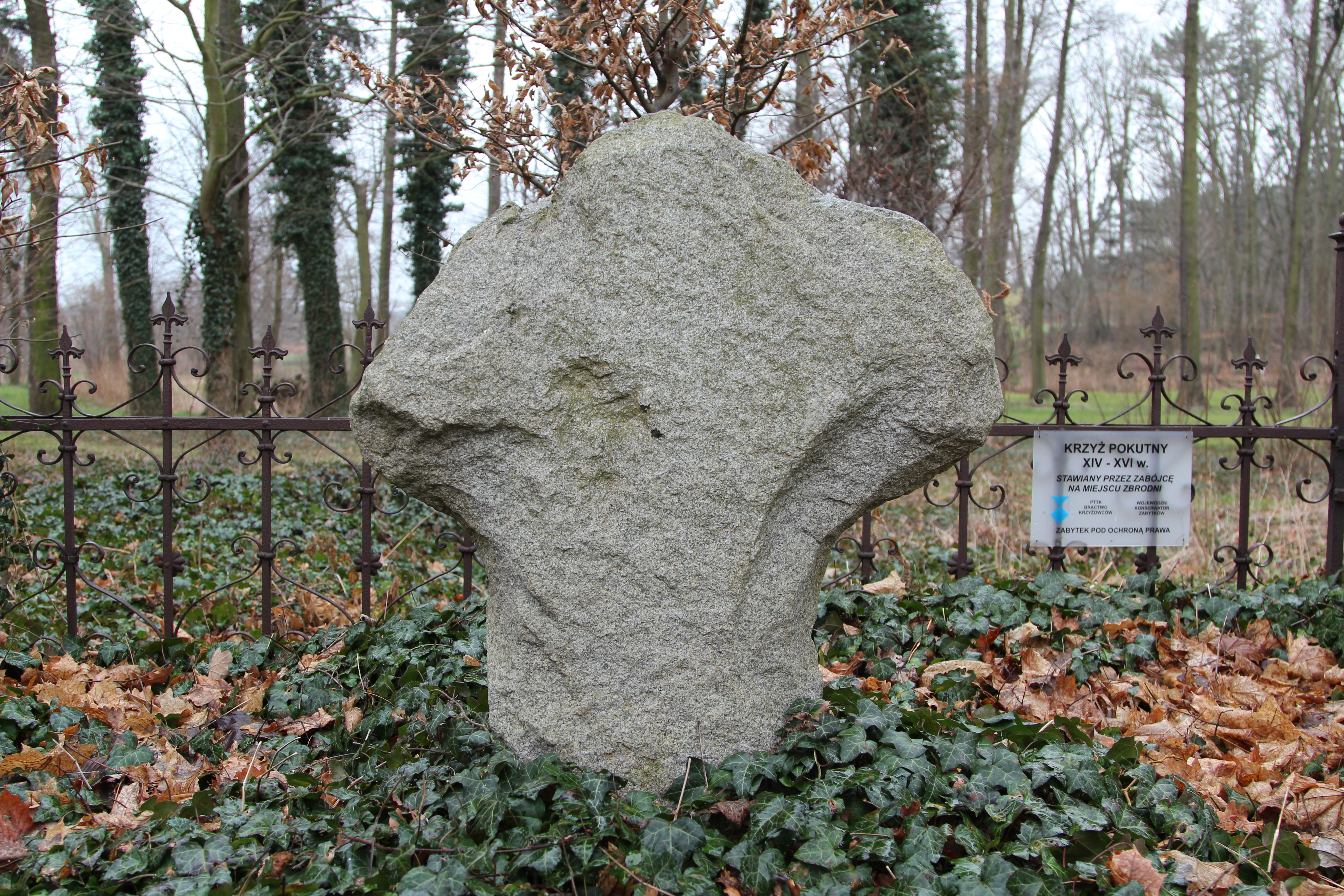
Krzyż pokutny